# ブルブルくん
ブルブルくん は、2006年からわかさ生活のCMに登場しているキャラクター。作者は伊藤有壱。声優は野沢雅子。

## プロフィール
- 名前 ブルブルくん（ブルーベリー目ビルベリー科ブルブル属）

- 性別 多分男の子

- 種族 ブルーベリーの妖精

- 出身 北欧　フィンランド

- 生息地 フィンランドの森の中

- 誕生日 8月8日

- 身長 約10センチ

- 学歴 ロイヤルビルベリーカレッジ

- 特技 ダンス  ダンスをするとブルーベリーがすくすく育つ

- 栄養素 水と太陽光

- 視力 10.0 森のはしからはしまで見渡せるくらい

- 仲間 アイアイちゃん、カタグリくん